# Anna Troili-Petersson
Sigrid Anna Troili-Petersson, född 31 juli 1875 i Lund, död 4 maj 1934 i Stockholm, var en svensk skulptör och målare. 

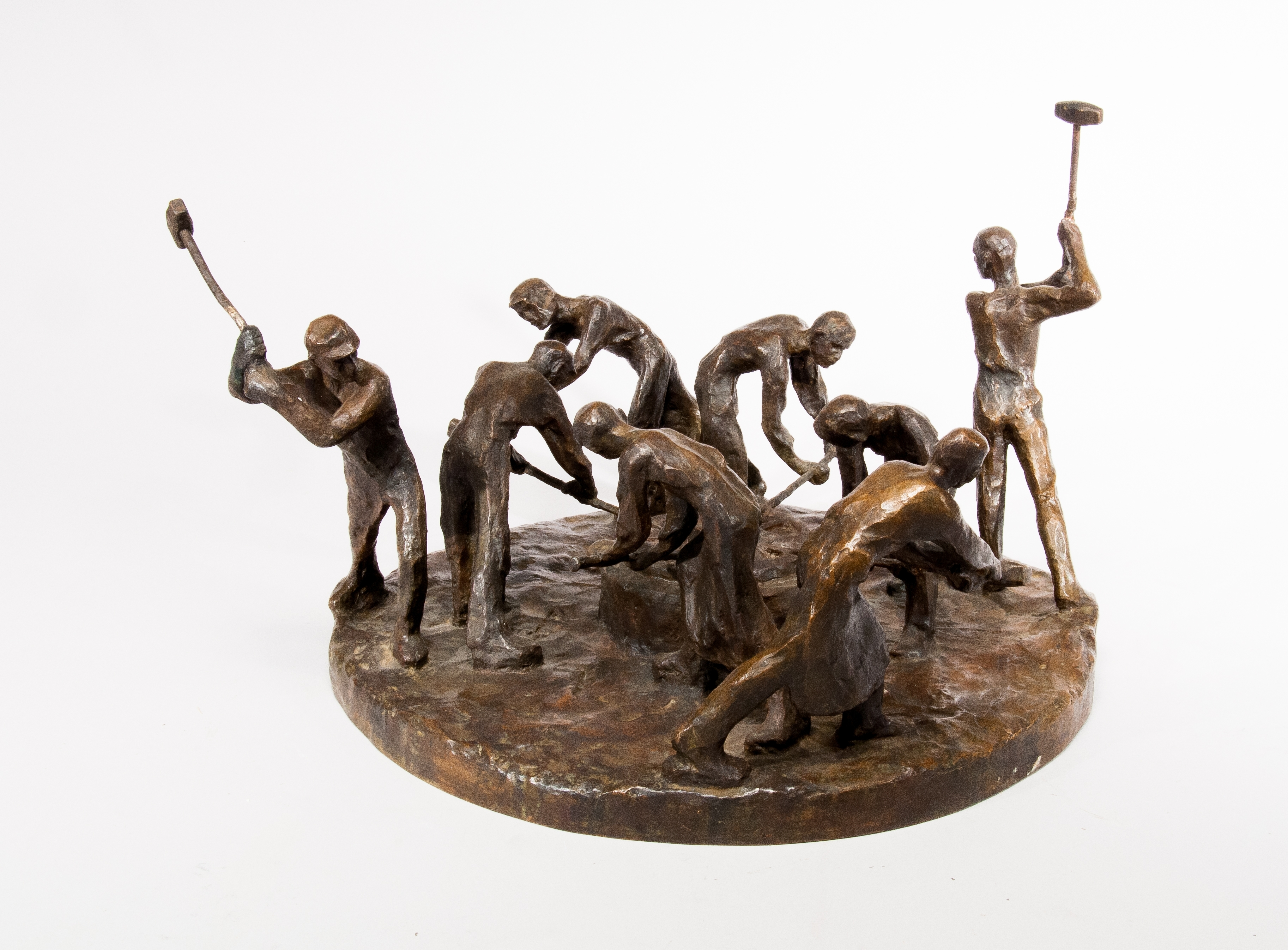
Skulptur Hjulsmide från [https://www.jernkontoret.se/sv/bildbank1/?page=143&searchQuery=&county=-1&theme=-1 Jernkontoret i Surahammar

Hon var dotter till majoren Peter Petersson och Sofi Troili samt syster till bakteriologen Gerda Troili-Petersson. Efter studentexamen studerade Troili måleri 1896–1901 vid Konstakademien i Stockholm. Under en studieresa till Paris väcktes hennes intresse för den skulpturala konsten och hon var elev till Carl Milles 1902–1904 och vid Det Kongelige Danske Kunstakademis skulpturavdelning 1907. Hon drabbades av långa sjukdomsperioder som hämnade hennes produktion men lyckades ändå fortsätta sitt konstnärskap. Hon blev snabbt bortglömd men vid utställningen Konst och arbete i Genève 1957 blev hennes skulptur Komposition och precision utställningens mest uppmärksammade verk. Hon medverkade i Föreningen Svenska Konstnärinnors utställningar på Konstakademien 1911, Skånska konstmuseum 1912 och i Wien 1913. Hon var representerad vid Baltiska utställningen och konstutställningen i Philadelphia 1930 dessutom medverkade hon i Sveriges allmänna konstförenings höstsalonger på Liljevalchs konsthall. Hennes bildkonst består av porträtt och landskapsskildringar utförda i olja eller som färglagda teckningar, som skulptör utförde hon friskulpturer, reliefer och porträtt. Vid sidan av sitt konstnärskap översatte hon bland annat böcker skrivna av Martin Buber och Rainer Maria Rilke. Troili är representerad vid Tekniska museet i Stockholm och Järnvägsmuseet och Örebro läns museum.